# 山口県道342号琴芝際波線
山口県道342号琴芝際波線（やまぐちけんどう342ごう ことしばきわなみせん）は、山口県宇部市を通る一般県道である。

## 概要
宇部市琴芝町2丁目から宇部市厚南中央1丁目に至る。

### 路線データ
- 起点：宇部市琴芝町2丁目（神原交差点、国道490号交点）
- 終点：宇部市厚南中央1丁目（JA厚南前交差点、山口県道29号宇部船木線交点）

## 歴史
- 1977年（昭和52年）2月12日 - 山口県告示第107号により認定される。

## 路線状況

### 道路施設

#### 橋梁
- 樋之口橋（真締川、宇部市西琴芝2丁目）
- 沖ノ旦橋（厚東川、宇部市大字沖ノ旦）

## 地理

### 通過する自治体
- 宇部市

### 交差する道路
| 交差する道路           | 交差する場所  | 交差する場所          |
| ---------------------- | ------------- | --------------------- |
| 国道490号              | 琴芝町2丁目   | 神原交差点 / 起点     |
| 山口県道29号宇部船木線 | 厚南中央1丁目 | JA厚南前交差点 / 終点 |

### 交差する鉄道
- 宇部線

### 沿線
- 宇部市立神原小学校
- 宇部市立琴芝小学校
- 真締川
- 慶進中学校・高等学校（旧：宇部女子高等学校）
- JR西日本宇部線
  - 琴芝駅 - 宇部新川駅

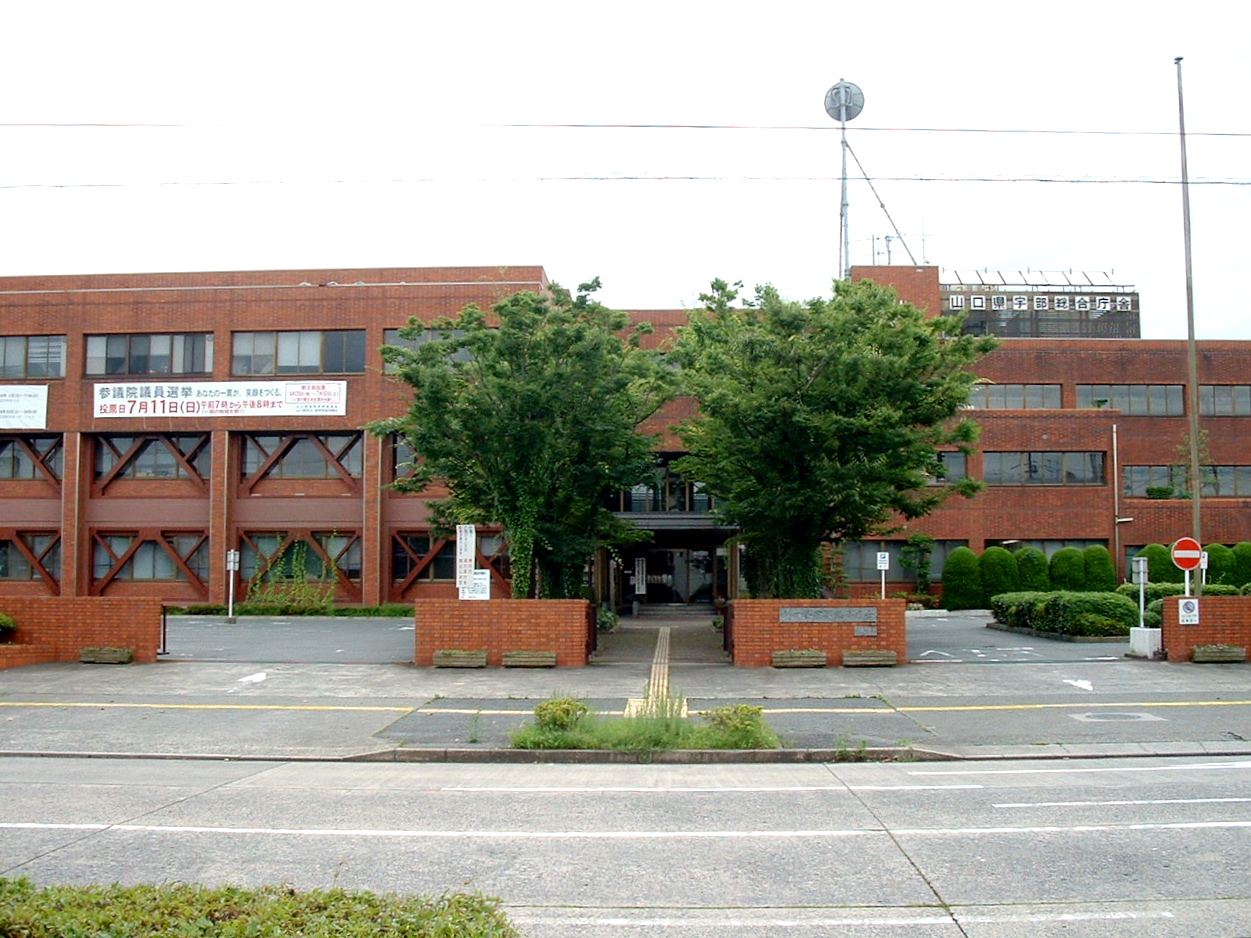
山口県宇部総合庁舎
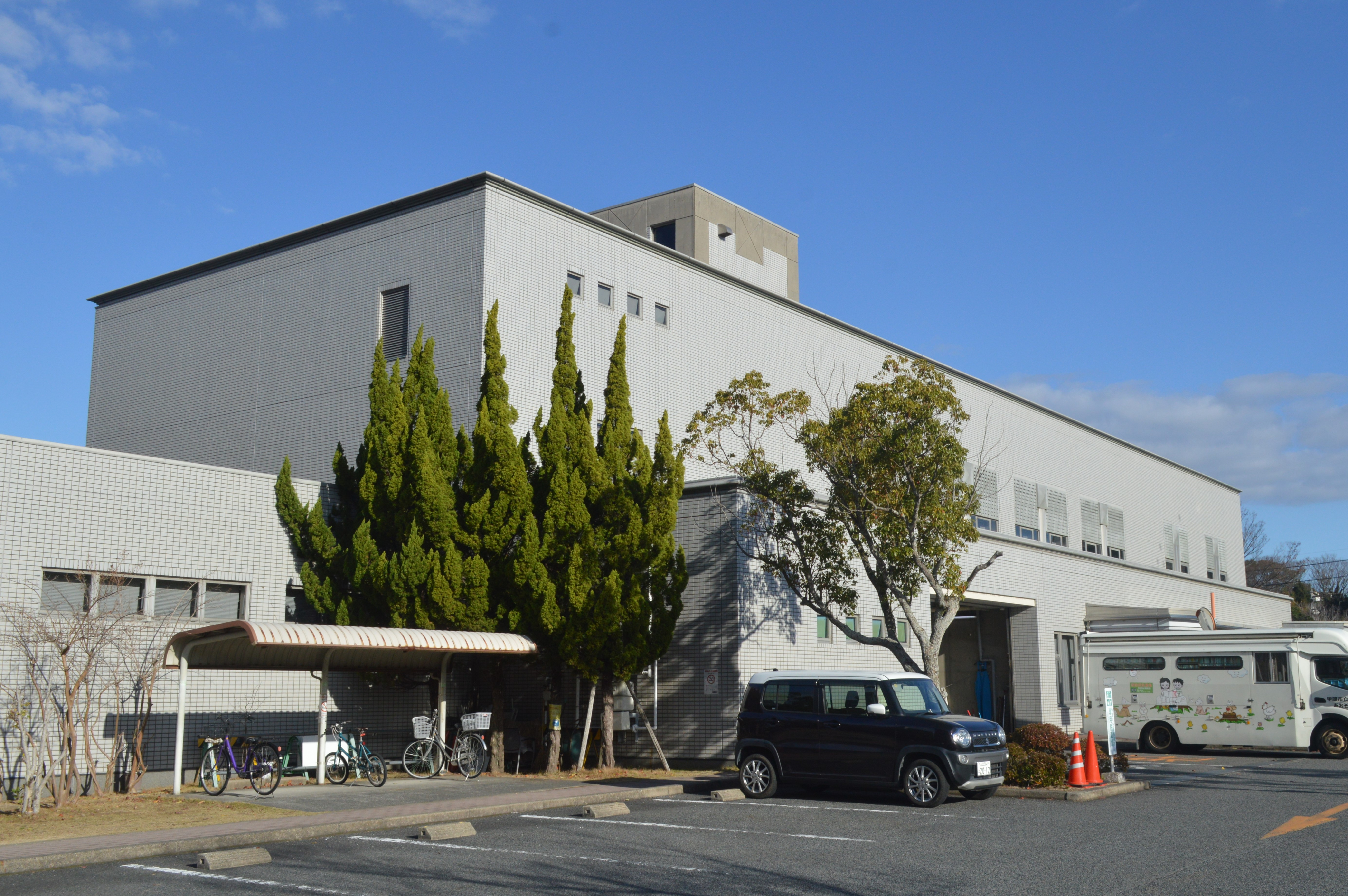
宇部市立図書館
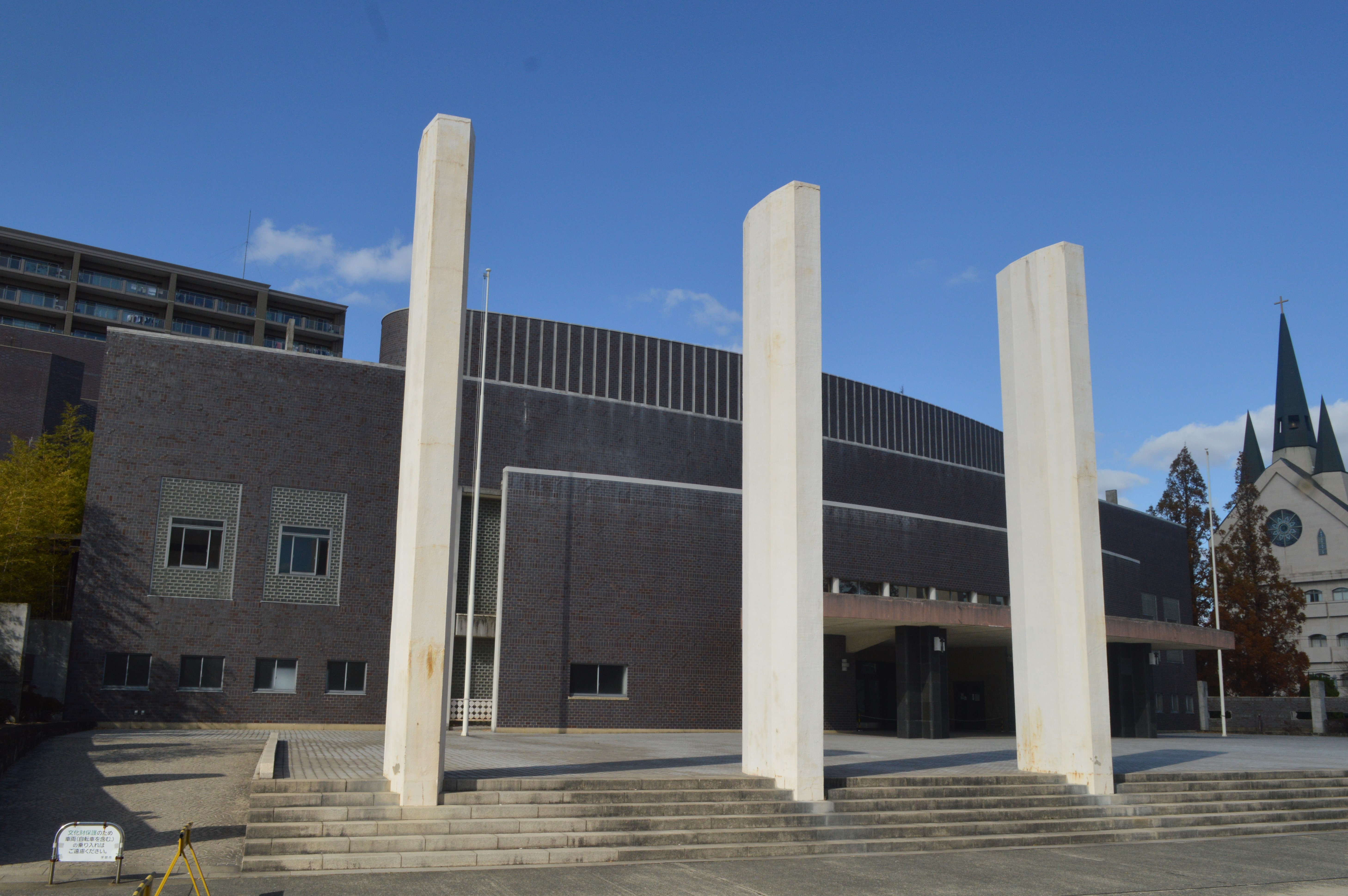
渡辺翁記念会館
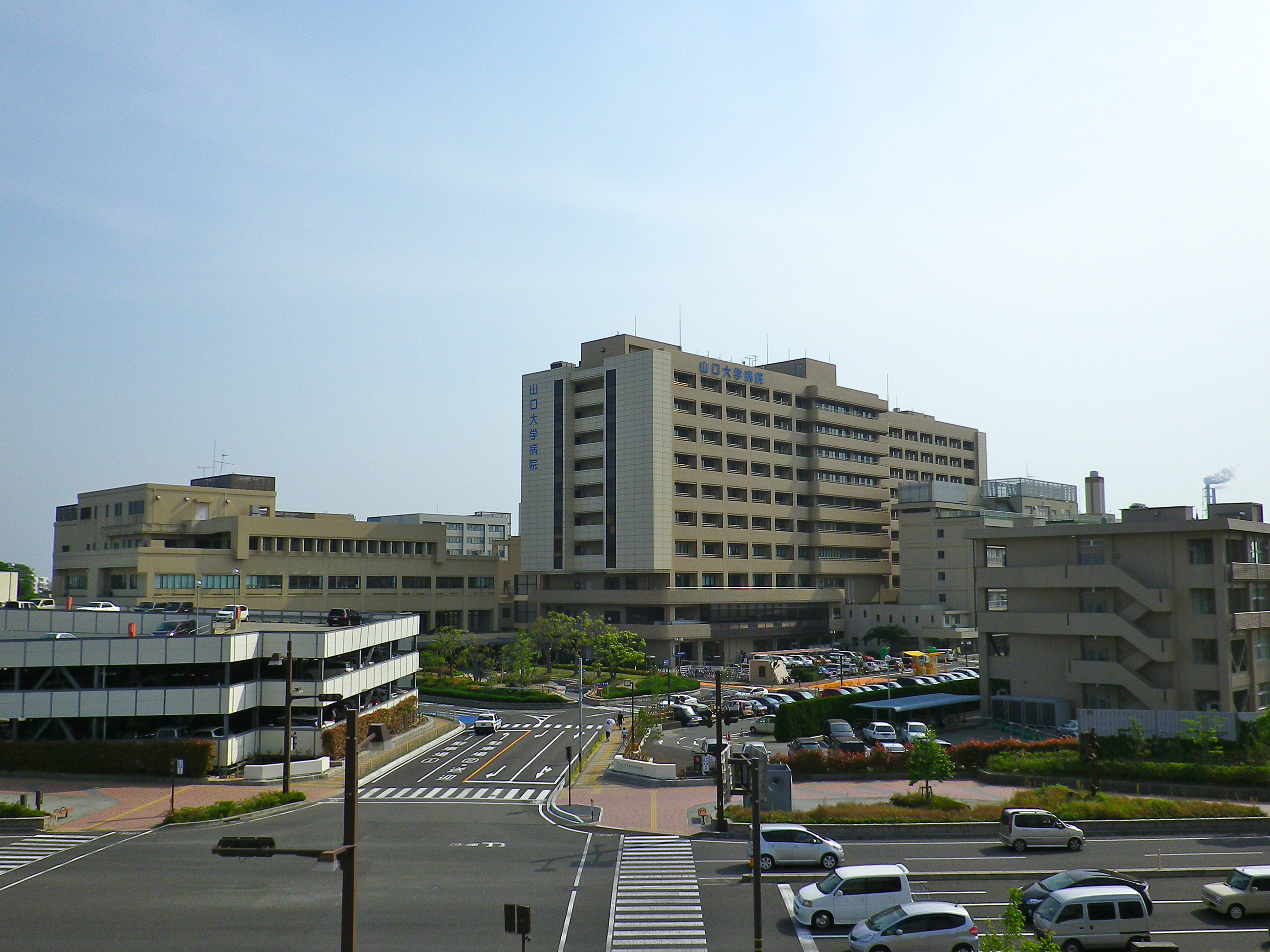
山口大学医学部（小串キャンパス）
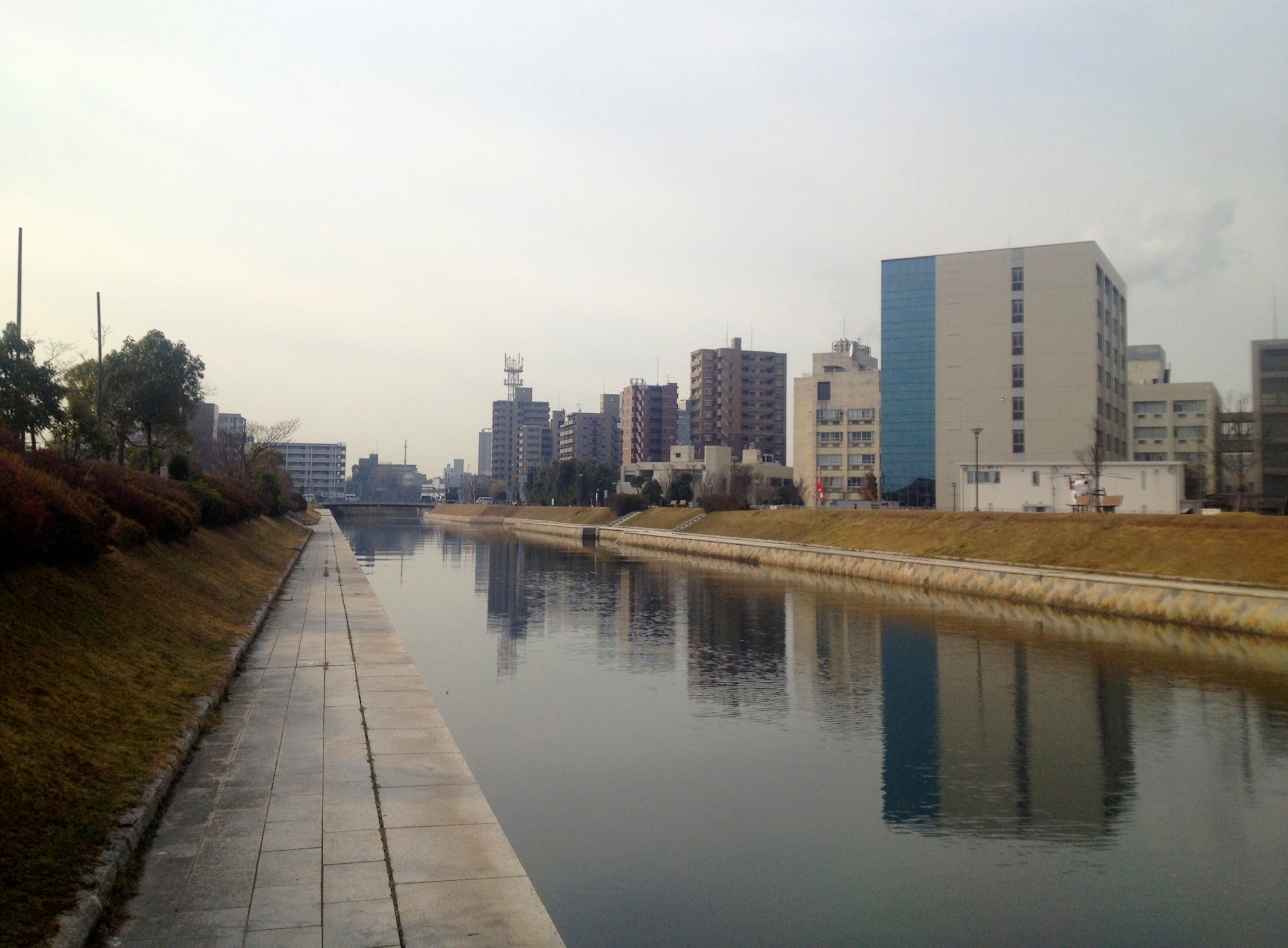
真締川

- 山口大学医学部附属病院
- 宇部市立新川小学校
- 宇部市立桃山中学校
- 宇部フロンティア大学
- 山口県立宇部西高等学校
- 厚東川
- 宗隣寺

- 山口県宇部総合庁舎
- 宇部市立図書館
- 渡辺翁記念会館
- 山口大学医学部附属病院
- 真締川